# Марокканско-саудовские отношения
Марокканско-саудовские отношения — двусторонние дипломатические отношения между Марокко и Саудовской Аравией. Страны имеют давние и традиционные дружеские отношения, основанные на во многом схожем историческом прошлом. Марокко и Саудовская Аравия являются монархическими государствами, управляемыми соответствующими семьями Алауитов и Саудитов, которые придерживаются суннитского ислама. Отношения между странами были традиционно прочными, но в последнее время ухудшились.

## Обзор

### Иран
Марокко и Саудовская Аравия вместе предприняли шаги по сдерживанию иранского влияния в арабском мире, хотя Марокко имеет умеренный подход к Ирану, в то время как Саудовская Аравия более осторожна и враждебна по отношению к этой стране.

### Статус Западной Сахары
Саудовская Аравия, как правило, поддерживает Марокко в споре о принадлежности Западной Сахары и не признаёт легитимность Сахарской Арабской Демократической Республики через Лигу арабских государств. Кроме того, Саудовская Аравия финансирует несколько проектов в Западной Сахаре при поддержке марокканских властей.
В феврале 2019 года Марокко прекратило своё участие в интервенции Саудовской Аравии в Йемене. Министр иностранных дел Марокко Насер Бурита сослался на негативное развитие ситуации в Йемене, особенно в части гуманитарной катастрофы. Затем, арабский телеканал «Аль-Арабия» показал документальный фильм, оспаривающий марокканские претензии на Западную Сахару. В ответ Марокко отозвало своего посла из Саудовской Аравии.

### Йеменская гражданская война
С началом в 2014 году гражданской войны в Йемене Марокко участвовало в составе коалиции, возглавляемой Саудовской Аравией, против группировки хуситов, предоставив 6 самолётов и 1500 военнослужащих. В феврале 2019 года Марокко завершило свою военную кампанию в Йемене.

### Катарский кризис
Марокко заняло нейтральную позицию в конфликте, надеясь на лучшее решение, которое пойдёт на пользу Катару и Саудовской Аравии, так как обе страны воевали вместе с Марокко в Йеменской гражданской войне против хуситов. Марокко даже предложило выступить в качестве посредника для ослабления напряжённости в отношениях между двумя арабскими государствами Персидского залива. У Марокко также были напряжённые отношения с Саудовской Аравией во время голосования на право принятия чемпионата мира по футболу 2026 года, когда Саудовская Аравия проголосовала за заявку от Канады, Мексики и США, а не за заявку Марокко.

## Дипломатические представительства
- Марокко имеет посольство в Эр-Рияде[10].
- У Саудовской Аравии имеется посольство в Рабате[11].